# Explorer of the Seas
Explorer of the Seas (укр. Дослідник морів) — круїзне судно класу Voyager, що перебуває у власності компанії «Royal Caribbean Cruises Ltd.» (через «Explorer of the Seas Inc.») та експлуатується оператором «Royal Caribbean International». Ходить під прапором Багамських островів із портом приписки в Нассау.

## Історія судна
Судно було закладене 15 червня 1998 року на верфі «STX Finland» в Турку, Фінляндія. Спуск на воду відбувся 4 листопада 1999 року. 28 вересня 2000 року судно здано в експлуатацію та передано на службу флоту компанії-замовника. 28 жовтня того ж року здійснило перший рейс. Протягом 2000—2002 років лайнер ходив під ліберійським прапором із портом приписки в Монровії.
Церемонія хрещення відбулася 21 жовтня 2000 року у Маямі. Перший рейс здійснений 28 жовтня з Маямі по Карибському басейну. З часу введення в експлуатацію судно здійснило круїзи у водах Карибського моря, атлантичного узбережжя США, Великої Британії, Скандинавії та Балтії. З 2015 року лайнер здійснює круїзи навколо узбережжя Австралії та Нової Зеландії.